# Ахмедходжаев, Азим Исраилович
Азим Исраилович Ахмедхаджаев (узб. Axmedxadjayev Azim Isroilovich; род. 12 июля 1979 года, Ташкент, Узбекская ССР, СССР) — узбекский государственный деятель. С 2021 года первый заместитель министра энергетики Узбекистана.

## Биография
Родился 12 июля 1979 года в Ташкенте.
В 2000 году окончил Ташкентский Государственный экономический университет.
В 2002 году получил степень магистра в Ташкентском государственном экономическом университете. Получил образование в сфере международных экономических отношений и международных валютно-кредитных отношений.
В 2003 году обучался на курсах магистратуры в Университете Вуллонгонг (Австралия).
В 2003 году начал свою трудовую деятельность специалистом в государственной акционерной внешнеторговой компании «Узмарказимпэкс».
Также в 2003—2004 гг. являлся ведущим специалистом группы мониторинга инвестиционных проектов Департамента инвестиций и инвестиционных программ Министерства экономики Республики Узбекистан.
В 2004—2005 гг. становится главным специалистом Министерства экономики Республики Узбекистан в отделе международных финансовых структур, иностранных финансовых и страховых организаций и сотрудничества со странами-донорами.
В 2005—2006 гг. — главный специалист отдела развития сотрудничества с международными финансовыми организациями Министерства экономики Республики Узбекистан.
В 2006—2007 гг. — главный специалист и руководитель проекта Группы мониторинга реализации проектов Исполнительной дирекции Фонда реконструкции и развития Республики Узбекистан.
В 2007 году становится заместителем начальника, а позже в том же году начальником отдела по взаимодействию с финансовыми учреждениями Главного управления по взаимодействию с финансовыми учреждениями Национального банка внешнеэкономической деятельности Республики Узбекистан.
В 2008—2009 возглавляет отдел Главного управления по взаимодействию с финансовыми организациями Национального банка внешнеэкономической деятельности Республики Узбекистан.
В 2009—2011 гг. — Председатель Правления Национального банка внешнеэкономической деятельности Республики Узбекистан «NBU Invest group».
С 2011 по 2014 гг. становится заместителем Председателя Правления Национального банка внешнеэкономической деятельности Республики Узбекистан.
С 2014 по 2016 гг. — Первый заместитель Председателя Правления Национального банка внешнеэкономической деятельности Республики Узбекистан.
В 2016—2017 гг. переходит на пост Председателя Правления Акционерно-коммерческого банка «Асака».
В 2017—2018 гг. — Председатель Государственного комитета по инвестициям Республики Узбекистан.
В 2018 гг. занимает должность Министра информационных технологий и связи Республики Узбекистан, позже в 2018 работал заместителем директора Национального агентства проектного управления при Президенте Республики Узбекистан.
В 2019—2021 гг. — Занимал должность заместителя хокима Джизакской области.
С 2021 г. — занимал должность Первого заместителя Министра энергетики Республики Узбекистан.
С марта 2023 г. — занимает должность Первого заместителя Министра энергетика Узбекистана – Директора Агентства по развитию атомной энергетики.